# Линднер, Август
Август Линднер (нем. August Roderich Lindner; 29 октября 1820, Дессау — 15 июня 1878, Ганновер) — немецкий виолончелист и композитор.
Сын Фридриха Линднера (1798—1846), скрипача, кларнетиста и композитора, с 1815 г. игравшего в придворной капелле в Дессау.
Учился в своём родном городе у Карла Дрекслера (виолончель) и Фридриха Шнайдера (теория и композиция). С 1837 г. работал в Ганноверской придворной капелле. Выступал также как ансамблист, в том числе в составе струнного квартета во главе с юным Йозефом Иоахимом (1853—1866); в этом составе был первым исполнителем секстета № 1 Op.18 Иоганнеса Брамса (1860).
Автор ряда сочинений для своего инструмента, в том числе концерта для виолончели с оркестром (1860, посвящён королю Георгу V), а также различных песен. Переложил для виолончели и фортепиано несколько сочинений Г. Ф. Генделя и Корелли. Перевёл на немецкий язык «Опыт о постановке пальцев для виолончели и о ведении смычка» Жана-Луи Дюпора (1864, как утверждается, с неоговорёнными купюрами). Среди учеников Линднера Эмиль Блуме.
Линднеру посвящён Ноктюрн для виолончели и фортепиано Ингеборг Бронзарт и две сонаты для виолончели с оркестром Бернхарда Шольца, приятельствовавшего с Линднером и приватно игравшего с ним фортепианные трио с Иоахимом в партии скрипки.